# باولا إيشيباشي
باولا إيشيباشي (بالبرتغالية: Paula Ishibashi) هي لاعب كرة قدم أمريكية برازيلية، ولدت في 14 فبراير 1985.

## وصلات خارجية
- باولا إيشيباشي على موقع أوليمبيديا (الإنجليزية)
- باولا إيشيباشي على موقع اللجنة الأولمبية البرازيلية (البرتغالية)